# العلاقات الفلبينية الدومينيكية
العلاقات الفلبينية الدومينيكية هي العلاقات الثنائية التي تجمع بين الفلبين ودومينيكا.

## مقارنة بين البلدين
هذه مقارنة عامة ومرجعية للدولتين:
| وجه المقارنة                                              | الفلبين                       | دومينيكا              |
| --------------------------------------------------------- | ----------------------------- | --------------------- |
| المساحة (كم2)                                             | 343.45 ألف                    | 751                   |
| عدد السكان (نسمة)                                         | 104.92 مليون                  | 73.92 ألف             |
| الكثافة السكانية (ن./كم²)                                 | 305.49                        | 9.84 ألف              |
| العاصمة                                                   | مانيلا                        | روسو                  |
| اللغة الرسمية                                             | اللغة الفلبينية، لغة إنجليزية | لغة إنجليزية          |
| العملة                                                    | بيسو فلبيني                   | دولار شرق الكاريبي    |
| الناتج المحلي الإجمالي (بليون دولار)                      | 313.60 مليار                  | 562.54 مليون          |
| الناتج المحلي الإجمالي (تعادل القوة الشرائية) بليون دولار | 743.90 مليار                  | 789.63 مليون          |
| الناتج المحلي الإجمالي الاسمي للفرد دولار أمريكي          | 2.90 ألف                      | 7.12 ألف              |
| الناتج المحلي الإجمالي للفرد دولار أمريكي                 | 7.39 ألف                      | 10.88 ألف             |
| مؤشر التنمية البشرية                                      | 0.668                         | 0.724                 |
| رمز المكالمات الدولي                                      | +63                           | +1767                 |
| رمز الإنترنت                                              | .ph                           | .dm                   |
| المنطقة الزمنية                                           | توقيت الفلبين                 | 00، توقيت أطلنطي موحد |

## منظمات دولية مشتركة
يشترك البلدان في عضوية مجموعة من المنظمات الدولية، منها:
| علم المنظمة | اسم المنظمة                        | تاريخ انضمام الفلبين | تاريخ انضمام دومينيكا |
| ----------- | ---------------------------------- | -------------------- | --------------------- |
|             | وكالة ضمان الاستثمار متعدد الأطراف | 8 فبراير 1994        | 7 أكتوبر 1991         |
|             | منظمة الشرطة الجنائية الدولية      | ?                    | ?                     |
|             | منظمة حظر الأسلحة الكيميائية       | ?                    | ?                     |
|             | منظمة التجارة العالمية             | 1995                 | ?                     |
|             | الأمم المتحدة                      | 24 أكتوبر 1945       | 18 ديسمبر 1978        |
|             | مؤسسة التمويل الدولية              | 12 أغسطس 1957        | 29 سبتمبر 1980        |
|             | يونسكو                             | 21 نوفمبر 1946       | 9 يناير 1979          |
|             | مؤسسة التنمية الدولية              | 28 أكتوبر 1960       | 29 سبتمبر 1980        |
|             | البنك الدولي للإنشاء والتعمير      | 27 ديسمبر 1945       | 29 سبتمبر 1980        |
|             | الاتحاد البريدي العالمي            | ?                    | ?                     |
|             | الاتحاد الدولي للاتصالات           | 25 مايو 1912         | 28 أكتوبر 1996        |

## وصلات خارجية
- موقع وزارة الخارجية الفلبينية